# Иллирик (римская провинция)

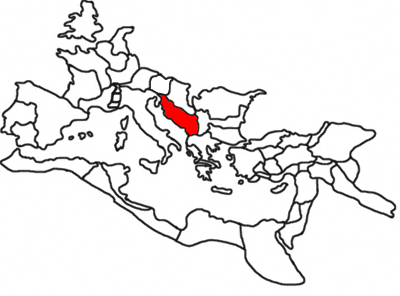
Римская провинция Иллирик до 10 года.

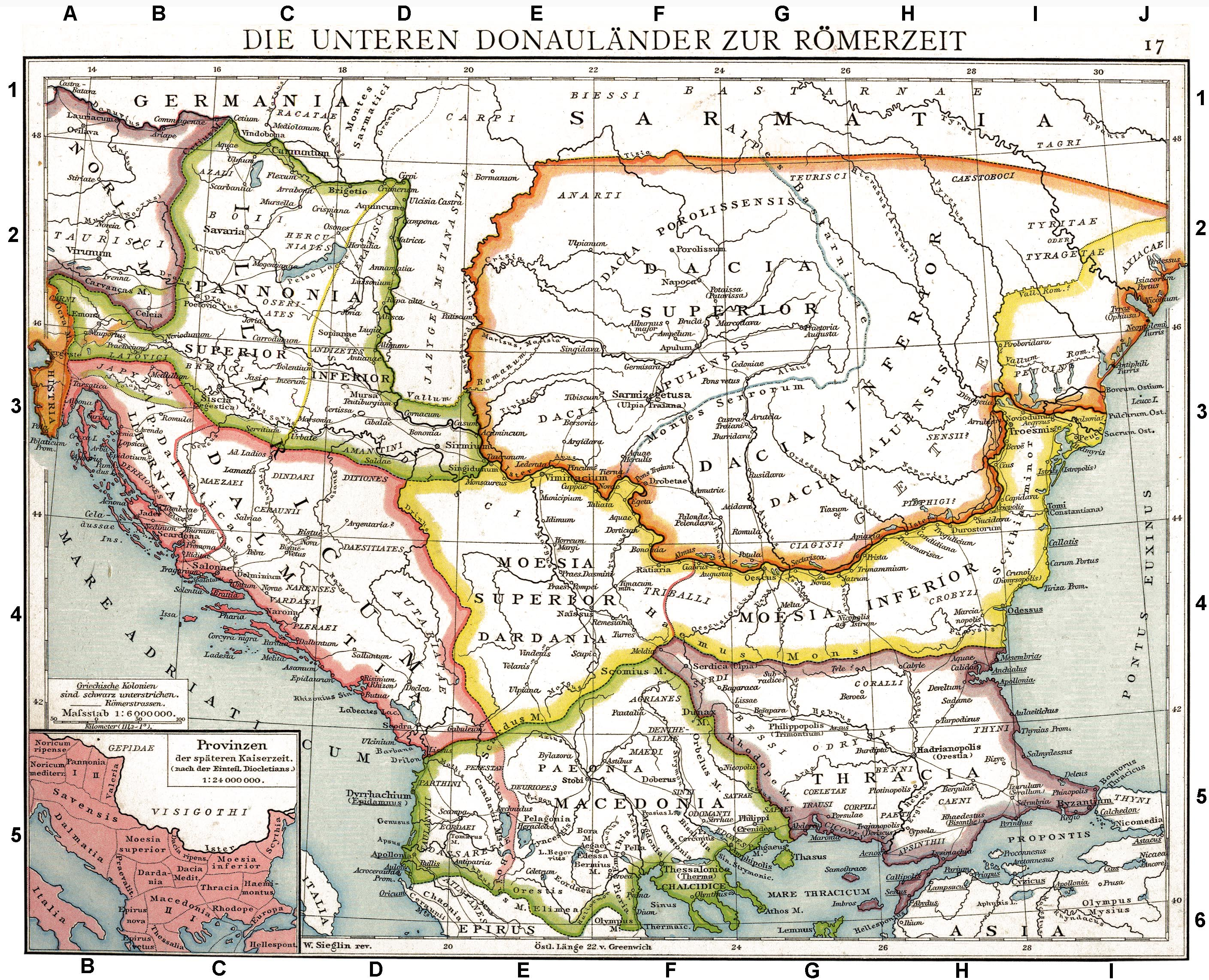
Римские провинции на Балканах.

Илли́рик (лат. Illyricum) — провинция Римской республики, основанная на месте Иллирийского царства. Она простиралась от реки Дрин в современной Албании до Истрии на севере современной Хорватии и реки Сава в Боснии и Герцеговине. Центром провинции был город Салоны (лат. Salonae, совр. Солин), расположенный неподалёку от современного города Сплит в Хорватии.

## Из истории
Иллирия была повержена в 168 году до н. э., когда римляне победили войско иллирийского царя Гентия. Со 167 до н. э. южная часть Иллирии стала формально независимым царством под протекторатом Рима.
Этот регион имел немаловажное стратегическое и экономическое значение для Рима. На иллирийском побережье располагалось несколько крупных торговых портов, а во внутренних землях велась добыча золота. В Иллирии также начиналась Эгнациева дорога, соединявшая Диррахий (современный Дуррес) на Адриатическом побережье и Византий на побережье Мраморного моря.
В 59 году до н. э., на основании закона Ватиния, Иллирия была превращена в римскую провинцию Иллирик и, вместе с Цизальпийской Галлией, передана в управление Гаю Юлию Цезарю как проконсулу.
По мере расширения римского государства провинция Иллирик увеличивалась в серии военных кампаний, известных как Паннонская война (лат. Bellum Pannonicum, 12—9 годы до н. э.). В 10 году, после «Великого восстания» (лат. Bellum Batonianum, 6—9 годы) Иллирик был разделён на две части: Паннонию — на севере и Далмацию — на юге. Тем не менее, название «Иллирик» и в дальнейшем продолжали использовать по отношению к этому региону, а позже оно было применено императором Диоклетианом к образованной им преторианской префектуре Иллирик, в которую вошли Паннония, Норик, Крит и весь Балканский полуостров, за исключением Фракии.
Уроженцы этого региона часто занимали видные посты в древнеримской армии. Такие римские императоры, как Клавдий II, Аврелиан, Константин I и Диоклетиан происходили из этих мест, также как и византийские императоры Анастасий I и Юстиниан I.